# Maria Kiene
Maria Kiene (* 8. April 1889 in Schwäbisch Hall; † 28. September 1979 in Freiburg im Breisgau) war Referatsleiterin für Kinderfürsorge beim Deutschen Caritasverband, Gründerin/Mitbegründerin sozialer Institutionen und Einrichtungen der katholischen Kirche. Sie beeinflusste maßgebend das katholische Kindergartenwesen und die katholische Erholungsfürsorge.

## Leben und Wirken
Maria Sophie Thekla war das dritte von fünf Kindern des Landgerichtspräsidenten und Zentrumspolitiker Johann (Hans) Baptist Kiene und dessen Ehefrau Anna, geb. Schneider. In Ravensburg, wohin der Vater beruflich versetzt wurde, besuchte sie die Volksschule, anschließend die Höheren Mädchenschulen in Ravensburg, und ab 1899 in Stuttgart. Dem folgte ein Pensionatsjahr im Ursulinenkloster Calvarienberg bei Ahrweiler. Anschließend bereitete sich Marie Kiene im Privatstudium auf das Abitur vor, das sie erfolgreich an einem Knabengymnasium ablegte. Sie studierte Volkswirtschaft und Philosophie. Wegen Krankheit brach sie das Studium ab und absolvierte später die Kindergärtnerinnenausbildung am Kindergärtnerinnenseminar des Württembergischen Landesausschusses des katholischen Frauenbundes in Schwäbisch Gmünd. Es folgte noch eine Ausbildung zur Jugendleiterin am Stuttgarter Fröbelseminar des Schwäbischen Frauenvereins.
Nach einer fünfmonatigen Tätigkeit als Hausmutter des Ferienerholungswerkes Heuberg der Stadt Stuttgart, wurde Marie Kiene an die Caritaszentrale nach Freiburg im Breisgau berufen. Dort war sie zuerst Mitarbeitern im Referat Kinderfürsorge, dessen Leiterin sie 1924 wurde. Zusammen mit Alexandrine Hegemann gründete Marie Kiene die Berufsgemeinschaft der katholischen Kindergärtnerinnen und Jugendleiterinnen (heute Katholische Erziehungsgemeinschaft Deutschland). Zwei Jahre später rief sie die Arbeitsgemeinschaft der katholischen Kindergärtnerinnenseminare (heute Bundesarbeitsgemeinschaft Katholische Ausbildungsstätten für Erzieherinnen/Erzieher) ins Leben. Auf ihre Initiative wurde 1927 in Freiburg im Breisgau ein Jugendleiterinnenseminar gegründet, eine Vorgängereinrichtung der heutigen Katholischen Fachhochschule Freiburg.
Seinerzeit fand ihr Buch Das Kind im Kindergarten, nicht nur in katholischen Fachkreisen hohe Anerkennung und Verbreitung. Die Publikation erlebte mehrere Auflagen und wurde in die italienische Sprache übersetzt. Darin vertrat Maria Kiene die damals übliche Ansicht, dass der Kindergarten keine notwendige Einrichtung sei und seine Aufgabe letztlich darin besteht, sich zu erübrigen. Sie schrieb:
Es ist von jeher Herzenssache der caritativen Kinderfürsorge, den Kindergarten nur als eine die Familie ergänzende Einrichtung zu erkennen und ihn als solchen überall zu vertreten. Jede Betrachtung über den Kindergarten geht davon aus, daß er keineswegs anstatt der Familie oder etwa wie die Schule, als notwendige Welt des Kindes neben der Familie zu setzen ist... Friedrich Fröbel hat, nachdem er sich zur Gründung außerhäuslicher Kindergärten veranlaßt sah, ausgesprochen: 'Wir sind da, um uns zu erübrigen'. In diesem Geist muß jede Kindergartenleiterin ihre Aufgabe sehen.
Ein weiterer beruflicher Schwerpunkt von Marie Kiene war die Kinder- und Jugenderholungsfürsorge. Bereits 1926 gründete sie den Verband katholischer Kindererholungs- und Heilfürsorge (heute Verband katholischer Kurheime und Kurkliniken für Kinder und Jugendliche). Insbesondere nach dem Zweiten Weltkrieg setzte sie sich für die konzeptionelle Weiterentwicklung der Erholungsfürsorge ein und befürwortete die Errichtung von Heimen/Kliniken in Wangen, Mittelberg, Aschau und Friedenweiler.
Erst 1966 zog sich Maria Kiene aus dem Berufsleben zurück.

## Ehrungen
- Bundesverdienstkreuz I. Klasse
- Pro Ecclesia et Pontifice

## Schriften (Auswahl)
- Unsere Kinder, unsere Freude, Freiburg/Breisgau 1932.
- Das Kind im Kindergarten, Freiburg/Breisgau 1953.
- Lebensrecht und Lebensbedürfnisse des Kleinkindes, Weinheim 1956.
- Gottes Sonne unseren Kindern. Handbuch für Kinder- und Jugenderholungsfürsorge, Freiburg/Breisgau 1957.
- Menschenbildung heute, Freiburg/Breisgau 1957.